# Santiago Ostolaza
Santiago Javier Ostolaza Sosa (ur. 10 lipca 1962 w Dolores) – piłkarz urugwajski noszący przydomek Vasco, pomocnik. Później trener.
Ostolaza karierę zawodowego piłkarza rozpoczął w 1980 roku w klubie CA Bella Vista. W 1986 przeszedł do klubu Club Nacional de Football, z którym zwyciężył w turnieju Copa Libertadores 1988. Ostolaza był głównym bohaterem klubu w meczu z PSV Eindhoven o Puchar Interkontynentalny, w którym zdobył dla Nacionalu obie bramki, a następnie nie zawiódł także w rozgrywce rzutów karnych, które dały jego klubowi miano najlepszej drużyny świata.
Jako piłkarz Nacionalu wziął udział w turnieju Copa América 1989, gdzie Urugwaj został wicemistrzem Ameryki Południowej. Ostolaza wystąpił we wszystkich 7 meczach – 4 meczach grupowych z Ekwadorem, Boliwią (zdobył 2 bramki), Chile i Argentyną, oraz w 3 meczach finałowych z Paragwajem, Argentyną i Brazylią.
Wciąż jako gracz Nacionalu wziął udział w finałach mistrzostw świata w 1990 roku, gdzie Urugwaj dotarł do 1/8 finału. Zagrał w dwóch meczach grupowych z Belgią i Koreą Południową oraz w meczu z Włochami.
Po mistrzostwach świata przeniósł się w 1990 do Meksyku, by grać w klubie Cruz Azul, a od 1992 w klubie Gallos Blancos Querétaro. Ostolaza reprezentował barwy klubu Gallos Blancos podczas turnieju Copa América 1993, gdzie Urugwaj dotarł do ćwierćfinału. Zagrał we wszystkich 4 meczach – z USA (zdobył 1 bramkę), Wenezuelą, Ekwadorem i Kolumbią.
Po występach w sezonie 1992/93 w argentyńskim klubie Gimnasia y Esgrima La Plata w 1994 zaliczył krótki epizod w Japonii, gdzie grał w klubie Kyoto Purple Sanga. W 1995 wrócił do Ameryki Południowej i występował w urugwajskim klubie Defensor Sporting, a następnie w paragwajskim klubie Club Olimpia.
W 1996 na krótko zawitał do Nacionalu, by w 1997 przenieść się do Gwatemali i grać w barwach zespołu Aurora Gwatemala. W 1998 wrócił do Urugwaju i grał w klubie Rentistas Montevideo. W 1999 ponownie znalazł się w Defensor Sporting, by w 2000 zakończyć karierę w klubie Montevideo Wanderers.
Ostolaza od 16 października 1985 do 13 października 1993 rozegrał w reprezentacji Urugwaju 43 mecze i zdobył 6 bramek.
Ostolaza nigdy w swojej karierze nie zdobył tytułu mistrza Urugwaju.
Po zakończeniu kariery piłkarskiej został trenerem. Pracował w klubach urugwajskich i meksykańskich.